# Keith Andrews (piłkarz)
Keith Joseph Andrews (ur. 13 września 1980 w Dublinie) – irlandzki piłkarz występujący na pozycji pomocnika.

## Kariera klubowa
Andrews swoją karierę piłkarską rozpoczął w roku 1997 w szkółce piłkarskiej angielskiego Wolverhampton Wanderers. Do pierwszej drużyny tego klubu został włączony dwa lata później.
Zadebiutował w niej dopiero 18 marca 2000 roku, kiedy to zagrał w wygranym 2:1 ligowym spotkaniu z Swindon Town. W debiutanckim sezonie Andrews wystąpił jeszcze w jednym spotkaniu. 10 listopada Irlandczyk trafił na wypożyczenie do występującego wówczas w League One, Oxford United. Swój debiut w tym zespole zaliczył 11 listopada, kiedy to wystąpił w spotkaniu z Swansea City. W pojedynku tym zdobył także swoją pierwszą bramkę w zawodowej karierze. Po czterech ligowych występach w tej drużynie Andrews powrócił na Molineux Stadium.
W sezonie 2000/01 wystąpił w 22 ligowych spotkaniach w koszulce ekipy Wolves. W jednym z tych spotkań, 6 maja z Queens Park Rangers był kapitanem swojego zespołu, przez co stał się najmłodszym kapitanem Wolverhamptonu od okołu stu lat. W następnym sezonie zaliczył już tylko 11 występów, więc 8 sierpnia 2003 roku został ponownie wypożyczony, tym razem do Stoke City. Zadebiutował tam 9 sierpnia w pojedynku z Derby County. Andrews wystąpił tam jeszcze w 15 pojedynkach, po czym w listopadzie powrócił do drużyny Wolves.
Po powrocie wystąpił w trzech spotkaniach ekipy Wolverhamptonu, po czym, 13 marca 2004 roku został wypożyczony do Walsall. Zadebiutował tam w pojedynku z Milton Keynes Dons, zaś pierwszą bramkę strzelił w spotkaniu z Ipswich Town. W maju powrócił na Molineux Stadium. W ekipie Wolves Irlandczyk grał jeszcze przez jeden sezon, w którym zaliczył 20 występów, po czym 25 maja 2005 roku podpisał kontrakt z Hull City. Łącznie w barwach Wolverhamptonu wystąpił 65 razy.
W ekipie The Tigers swój pierwszy występ zaliczył 9 sierpnia, kiedy to zagrał w zremisowanym 1:1 meczu z Sheffield Wednesday. Swój debiutancki sezon w drużynie Hull City zakończył z 26 ligowymi występami. W następnym sezonie zagrał w trzech meczach, po czym 30 sierpnia 2006 roku zmienił barwy klubowe na drużynę Milton Keynes Dons.
W nowej ekipie zadebiutował 2 września w pojedynku z Notts County. Pierwszego gola strzelił 16 grudnia w pojedynku z Wycombe Wanderers. Swój pierwszy sezon zakończył z 34 występami oraz sześcioma bramkami. W następnych rozgrywkach wystąpił już w 41 meczach, strzelając w nich 12 bramek. Został także wybrany do najlepszej drużyny sezonu League Two według PFA oraz wybrano go najlepszym piłkarzem ligi. Jego drużyna awansowała do League One oraz zdobyła Puchar Ligi. W sezonie 2008/09 zagrał w jednym meczu, po czym podpisał kontrakt z występującym w Premier League, Blackburnem Rovers. W trakcie gry w MK Dons zagrał w 76 meczach, zdobył 18 bramek oraz był kapitanem swojego klubu.
Kwota transferu do Rovers wynosiła 1,3 miliona funtów. W Premiership zadebiutował 30 sierpnia w przegranym 4:1 spotkaniu z West Ham United. Swoją pierwszą bramkę zdobył natomiast w listopadowym meczu z West Bromwich Albion. Dotychczas w swojej drużynie wystąpił ponad 30 razy oraz zdobył cztery gole.

## Kariera reprezentacyjna
Andrews w reprezentacji Irlandii zadebiutował 19 listopada 2008 roku w towarzyskim spotkaniu przeciwko Polsce, przegranym przez jego ekipę 2:3. W 90. minucie tego pojedynku zdobył bramkę.